# Martín Pérez Monteverde
Martín Pérez Monteverde (Lima, 4 de febrero de 1965) es un administrador, empresario y político peruano. Tras una importante trayectoria como empresario y ejecutivo de importantes empresas de Perú, fue elegido congresista de la República por el Callao en el periodo 2006-2011. En ese periodo, fue invitado a ejercer como Ministro de comercio Exterior y Turismo en el segundo gobierno de Alan García, y, posteriormente, fue elegido presidente de la CONFIEP para el periodo 2015-2017. Actualmente es el director ejecutivo de la Fundación Romero.

## Biografía
Hijo de Miguel Pérez Muñoz y Lilly Monteverde. Está casado con Patricia Baertl Aramburú y tiene cuatro hijos; Alejandra, Martin, Diego, y José-Miguel.
Realizó sus estudios escolares en el Colegio de la Inmaculada de Lima.
Es licenciado en Administración de Empresas en la Universidad del Pacífico, especializándose en Marketing y Finanzas. Egresado del Programa de Alta Dirección de la Universidad de Piura. Además, participó en el Advance Management Program por Wharton School de la Universidad de Pensilvania.

## Experiencia profesional / Actividad empresarial
Martin Pérez Monteverde destaca por ser un ejecutivo sénior, con más de 29 años de experiencia en el sector privado en puestos de CEO y como miembro de Directorios de empresas y grupos cotizados y no cotizados.
En estos años, asumió responsabilidades sobre Cuentas de Resultados, definición y ejecución de Planes Estratégicos y procesos de M&A, desarrollando competencias directivas de visión estratégica, gestión de negociaciones en entornos complejos y supervisando proyectos de alto valor añadido.
Se desempeñó como Gerente General Adjunto en Ransa Comercial, para luego como CEO de Multimercados Zonales, asumir el desarrollo y puesta en marcha de Minka: la primera ciudad comercial de Lima.
Su actividad empresarial tuvo una pausa para dedicarse al servicio público e iniciar su actividad política con la campaña para ser congresista de la República en el periodo 2006-2011.

## Actividad política

### Congresista
En las elecciones generales del 2006, postuló al Congreso de la República por Unidad Nacional por la Provincia constitucional del Callao y fue elegido con 28 859 votos preferenciales.
Durante su periodo como congresista de la república, fue Presidente de la Comisión de Economía, Banca y Finanzas (2006-2007) y de la Comisión Especial Anti-Crisis (2008). Asimismo, fue Secretario de la Comisión de Defensa y Orden Interno. Fue miembro del Consejo Directivo del Congreso, de la Comisión Permanente del Congreso, de la Comisión de Transporte y Comunicaciones y de la Comisión de Trabajo.
En su legislatura, impulsó la creación de la ley de obras por impuestos N.º 29230, la ley de jubilación anticipada y la ley marco de aseguramiento universal en salud, entre otras.

### Ministro de Comercio Exterior y Turismo
En julio de 2009, fue designado como ministro de Comercio Exterior y Turismo por el presidente Alan García en el gabinete ministerial presidido por Javier Velásquez Quesquén.
Durante su gestión, negoció los Tratados de Libre Comercio con la Unión Europea, Japón, Corea y Centroamérica y se pusieron en marcha los Tratados de Libre Comercio con Canadá, Tailandia, Unión Europea y China.
Además, hizo frente y lideró la operación de rescate de 4.500 turistas que quedaron aislados en Machu Picchu a causa de las lluvias en enero de 2010. Esta fue considerada como una de las operaciones de evacuación civil más exitosas del mundo en tiempo de paz. De hecho, la República Federativa del Brasil y la República Argentina lo reconocieron con una condecoración. 
En septiembre de 2010 renunció al ministerio y fue reemplazado por Eduardo Ferreyros Küppers.

## Actividad gremial y gestión social
En 2015, Martín Pérez vuelve a la actividad empresarial siendo elegido como presidente de la Confederación Nacional de Instituciones Empresariales Privadas (CONFIEP)durante la segunda mitad del gobierno del presidente Ollanta Humala y el primer periodo de PPK.
Siendo miembro de la Comisión de Alto Nivel Anticorrupción (CAN), el 16 de julio de 2016 funda el Consejo Privado Anticorrupción (CPA), junto con otros 16 gremios.Como presidente fundador de esta organización marca como objetivos principales fomentar la ética, reformar el sistema de justicia y fortalecer la institucionalidad y Estado de Derecho.
Actualmente es miembro del directorio de la Asociación Empresarios por la Educación, del Patronato Nacional Pro Bomberos  y es Director Ejecutivo de Fundación Romero. Desde esta última lidera iniciativas de ayuda social y de impulso del emprendimiento y empleabilidad de las familias peruanas con programas de becas en cursos virtuales.

## Experiencia en Directorios
- ENEL DISTRIBUCION PERU S.A.A. (marzo de 2018 a la fecha) : Miembro del Directorio

- ENTEL PERU (marzo de 2018 a la fecha): Miembro del Directorio
- CREDICORP LTD / Comité Ejecutivo (2017 a 2020): Miembro del Directorio
- Banco de Crédito del Perú – BCP / Comité Ejecutivo (2017 a 2020): Miembro del Directorio
- CREDICORP LTD / Comité de Nominaciones (2017 a 2020) : Miembro del Directorio
- CREDICORP LTD (2014 a 2020): Miembro del Directorio
- Banco de Crédito del Perú - BCP ( 2014  a 2020): Miembro del Directorio
- Pacífico Seguros (febrero de 2017 a la fecha): Miembro del Directorio
- Inversiones Centenario / Comité de Buen Gobierno Corporativo (2012 a la fecha): Miembro del Directorio
- Sigma Safi (abril de 2012 a la fecha) : Miembro del Directorio
- Inversiones Centenario (abril de 2012 a la fecha): Miembro del Directorio
- Mitsui & Co. Perú (2017 a la fecha) - Consejero
- Toyota del Perú (2016 a 2019) – Miembro del Advisory Board
- Compañía Industrial Universal Textil (2016 a 2020) : Presidente del Directorio
- Consejo Privado Anticorrupción: (2016 - 2017) : Fundador y Presidente
- Confederación Nacional de Instituciones Empresariales Privadas - CONFIEP (2015-2017):  Presidente
- Consejo Nacional de Competitividad (2015-2017): Miembro del Directorio
- Perú 2021 (2015-2017): Miembro del Consejo Directivo
- Consejo Empresarial de la Alianza del Pacífico (2015-2017): Miembro del Consejo Directivo
- Asociación de Empresarios por la Educación (2015-2017): Miembro del Directorio
- Soluciones Empresariales contra la Pobreza (2015): Miembro del Directorio
- Asociación InPeru (2015): Miembro del Consejo Directivo
- Consejo Empresarial Peruano Chileno (2015): Asociado
- Asociación Peruana de Entidades Prestadoras de Salud (2015-2016) : Presidente
- Instituto Peruano de Economía – IPE (2012 hasta la fecha): Miembro del Consejo Directivo y expresidente
- Comex Perú (2012 Hasta la fecha): Miembro del Directorio